# 加佐站
加佐站（：／ Gajwa yeok */?）是京義·中央線沿線的一座地下車站，位於韓國首爾特別市西大門區與麻浦區邊界上的南加佐洞，往首爾站的京義線列車由本站分岔駛出。

## 車站結構
京義線月台位於地上1樓，為島式月台；龍山線則位於地下4樓，為側式月台。所有月台皆設有月台幕門。 

### 月台配置
| 配置                             | 月台 | 路線                   | 目的地                                 |
| -------------------------------- | ---- | ---------------------- | -------------------------------------- |
| 地面（京義·中央線）月台（1F）    |      |                        |                                        |
| ↑ 新村 \| １２ \| 數碼媒體城 ↓   | 1    | ●首都圈電鐵京義·中央線 | 首爾、新村方向                         |
| ↑ 新村 \| １２ \| 數碼媒體城 ↓   | 2    | ●首都圈電鐵京義·中央線 | （首爾發車）數碼媒體城、大谷、文山方向 |
| 地下（京義·中央線）月台（B4F）   |      |                        |                                        |
| ↑ 弘益大學 ３ \| ４ 數碼媒體城 ↓ | 3    | ●首都圈電鐵京義·中央線 | 龍山、清涼里、德沼、龍門、砥平方向     |
| ↑ 弘益大學 ３ \| ４ 數碼媒體城 ↓ | 4    | ●首都圈電鐵京義·中央線 | （砥平發車）數碼媒體城、大谷、文山方向 |

## 歷史
- 1963年11月10日：以無配置簡易站開始營業。
- 1969年10月1日：升格為普通站
- 1976年5月1日：舊站竣工。
- 2007年6月3日：發生地層下陷
- 2009年6月30日：通勤列車停駛
- 2009年7月1日：首都圈電鐵京義線開通。
- 2012年12月5日：龍山線再次開通。

## 車站周邊
- 弘濟川（朝鲜语：홍제천）
- 沙川橋
- 首爾中洞初等學校
- 首爾聖元初等學校
- 城沙中學
- 景城中學
- 景城高校
- MNH娛樂
- Woollim娛樂
- 城山洞郵局
- 西大門綜合社會福祉館
- 西大門聾啞人士福祉館

## 圖片

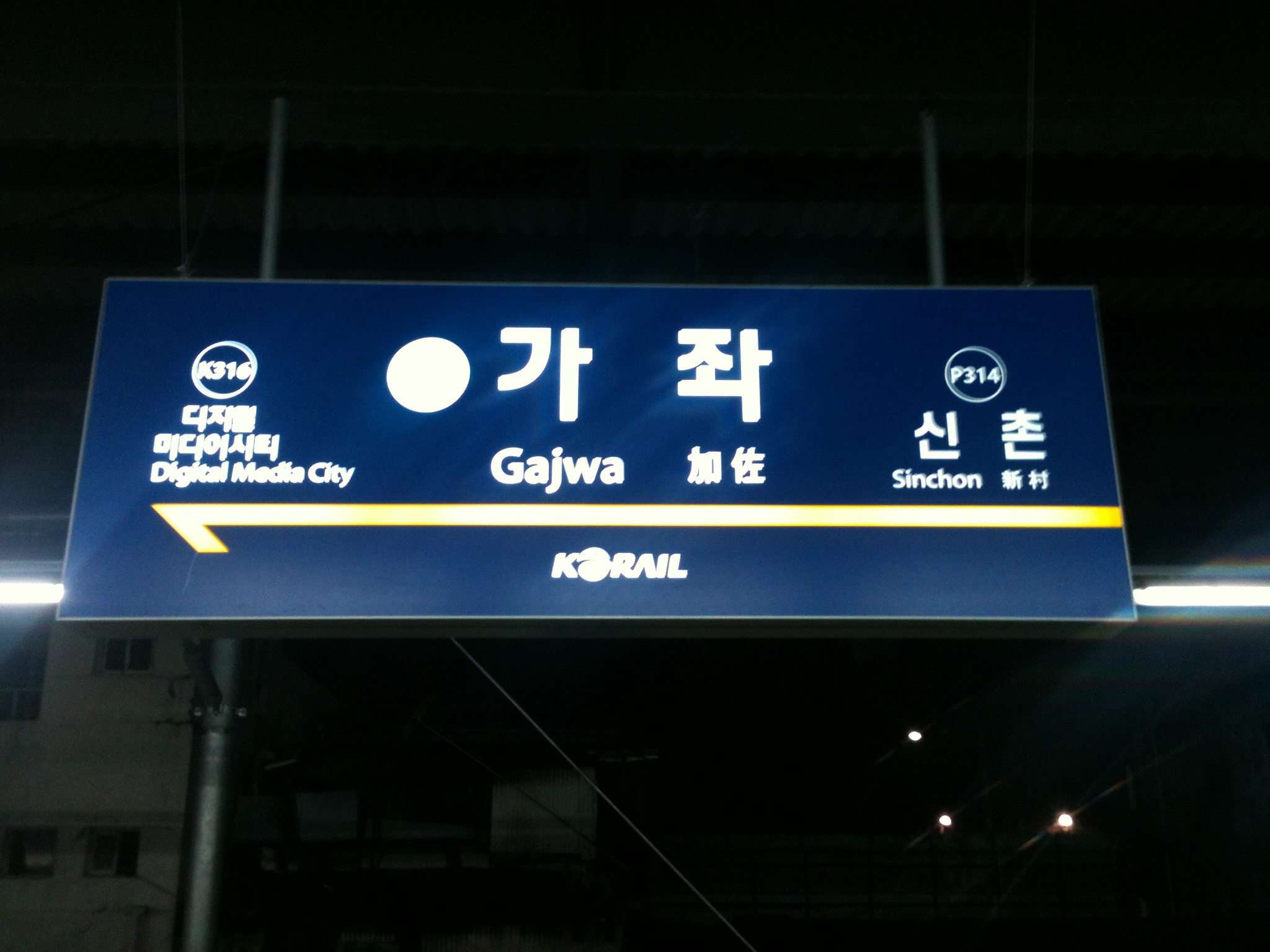
京義線站名牌
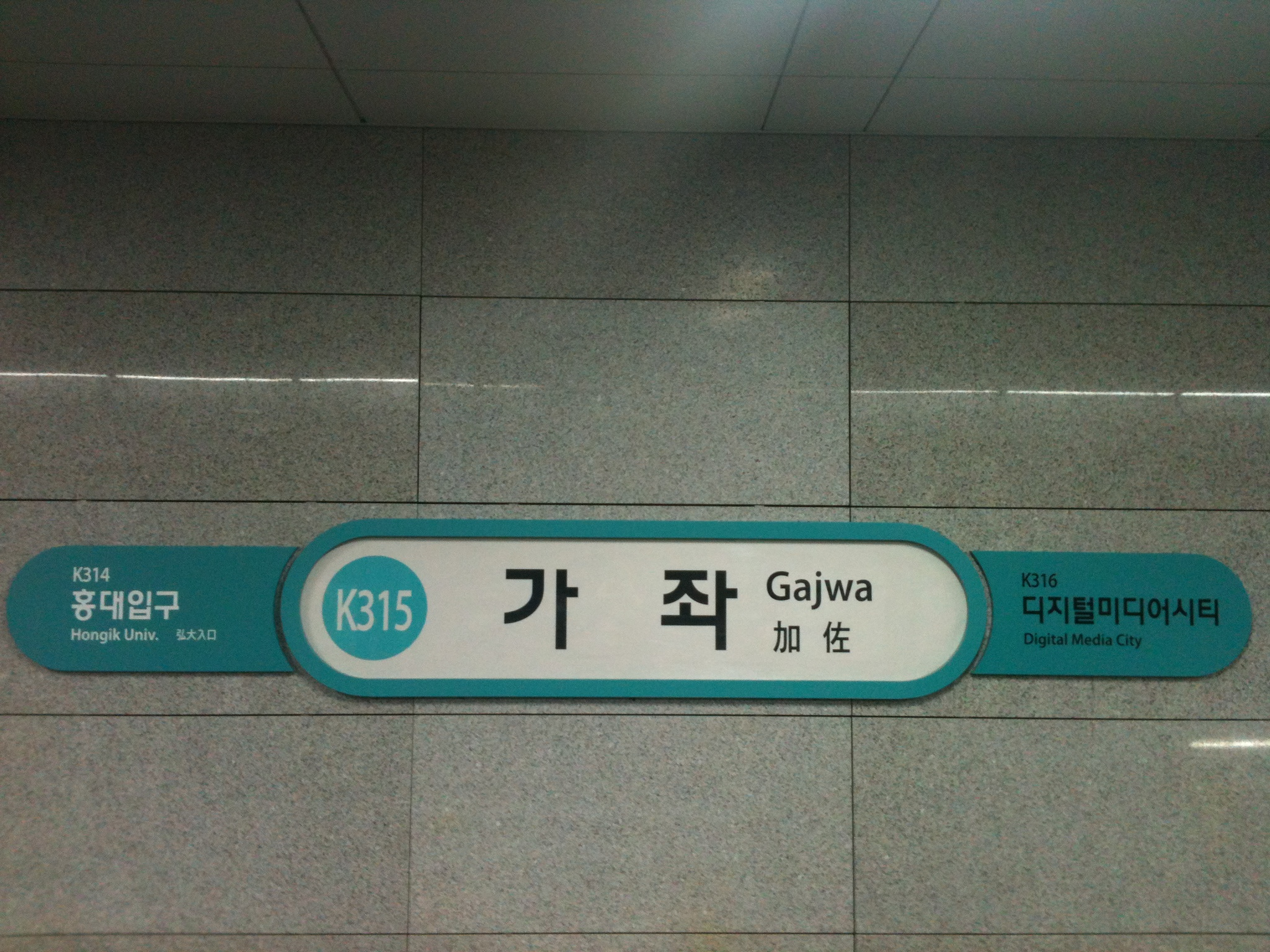
龍山線站名牌
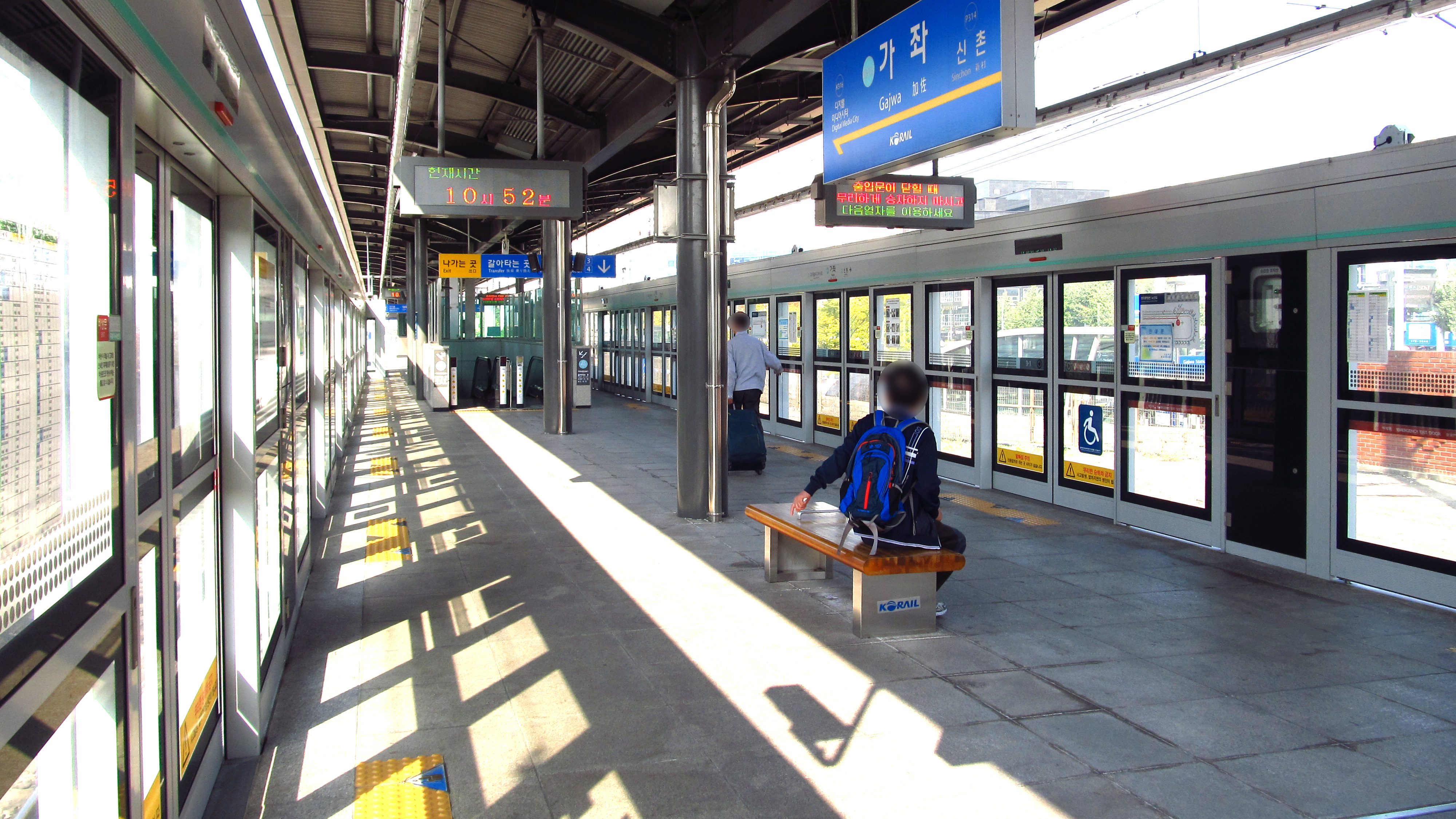
京義線候車月台
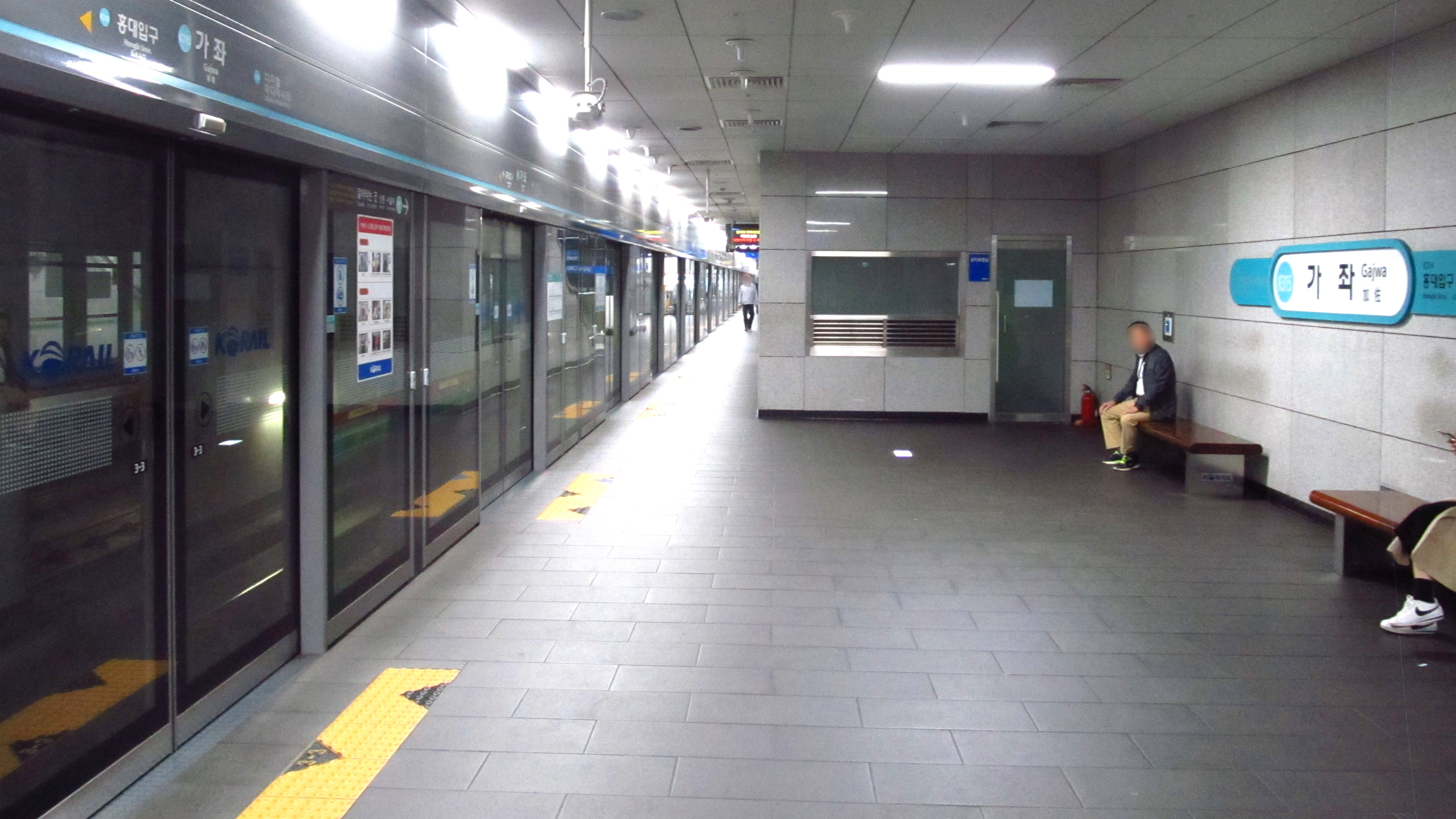
龍山線候車月台
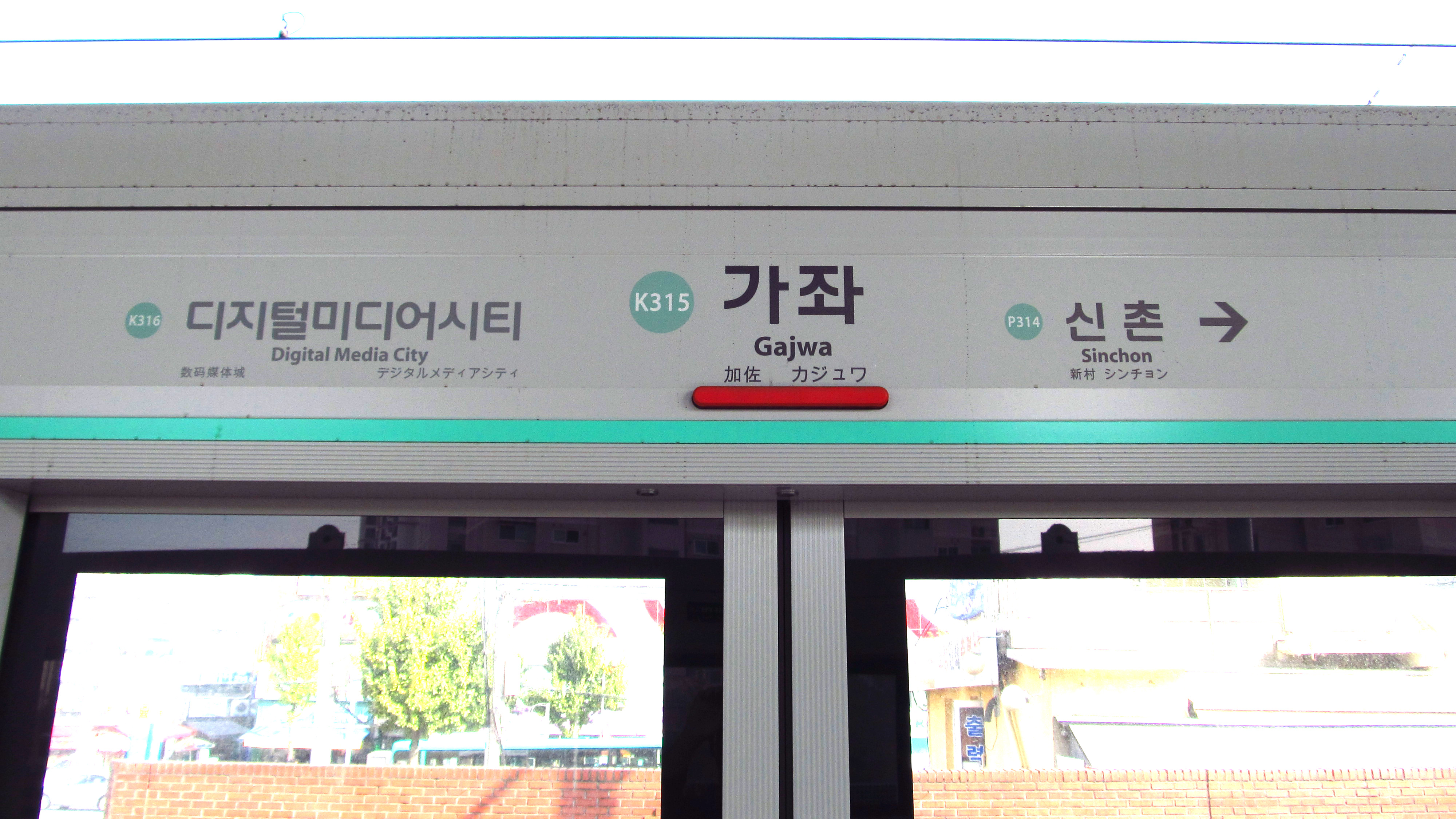
月台門資訊板
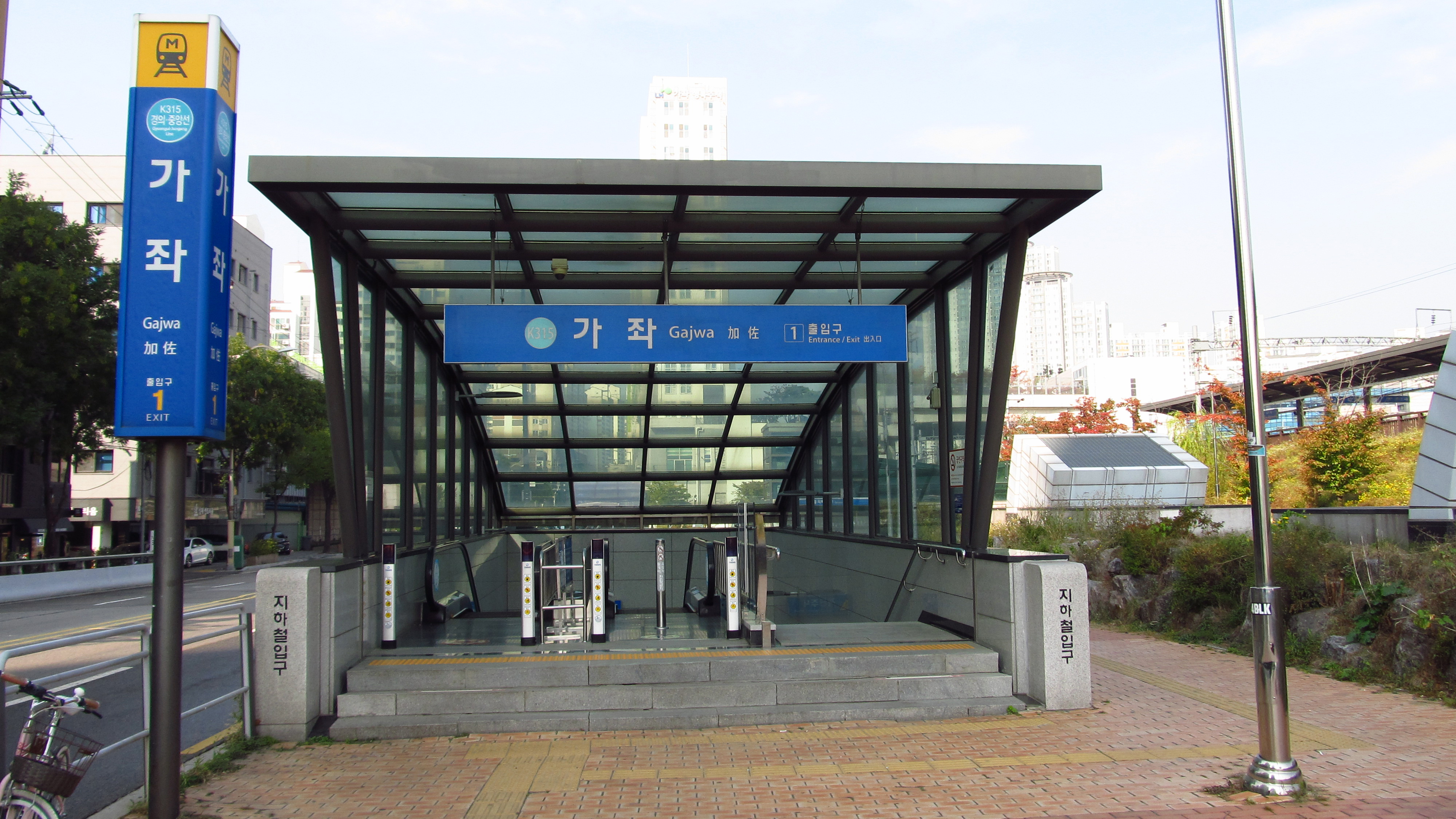
1號出口
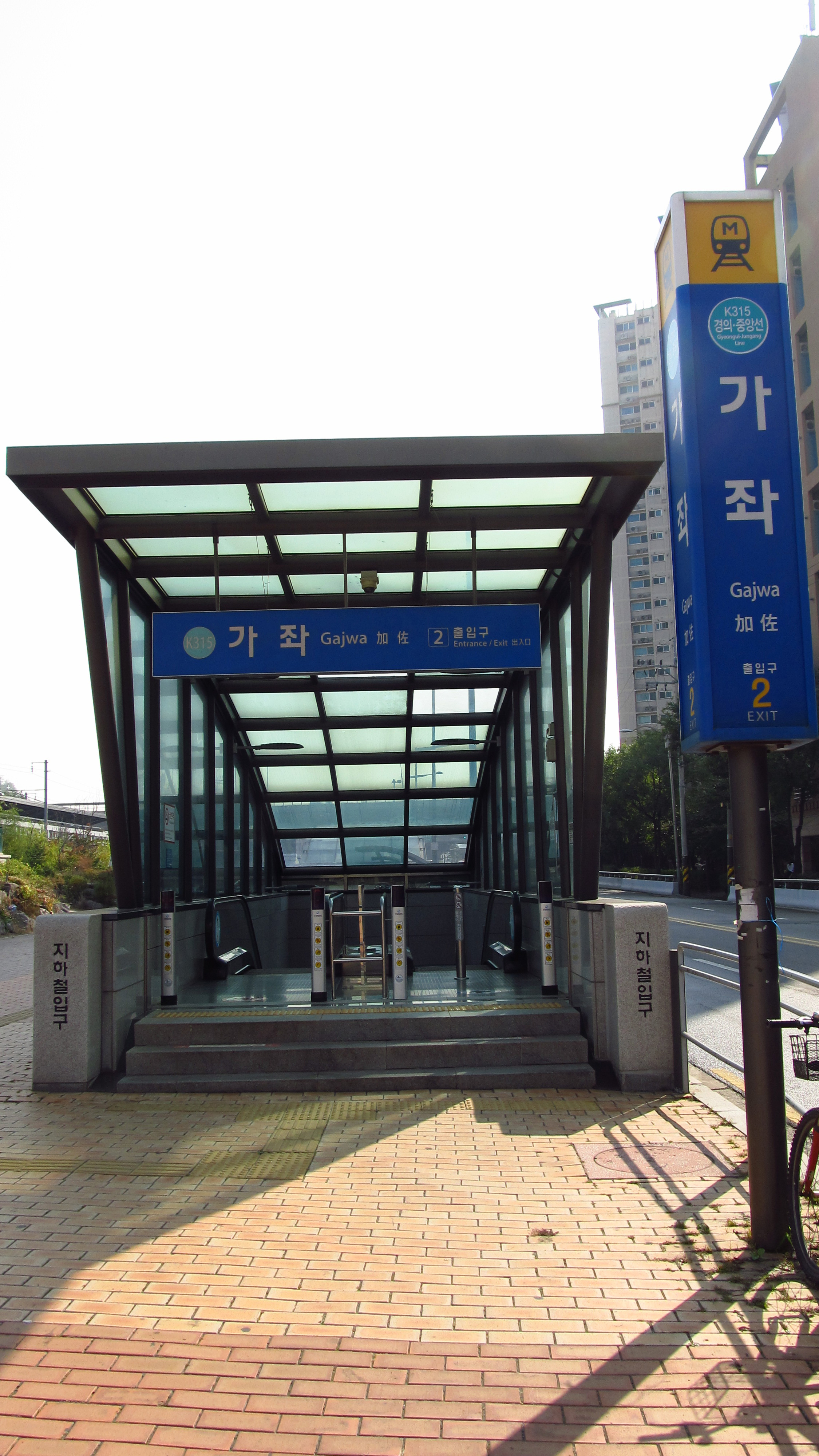
2號出口

## 相鄰車站
韓國鐵道公社
●首都圈電鐵京義·中央線
京義線A急行、京義線緩行
數碼媒體城（K316）－加佐（K315）－新村（P314）
中央線緩行
數碼媒體城（K316）－加佐（K315）－弘益大學（K314）